# Xiao Youmei
Xiao Youmei (cinese: 蕭友梅; pinyin: Xiāo Yǒuméi, [ɕjáʊ jòʊ měɪ], denominato 思鶴 e 雪朋 precedentemente traslitterato Shio Yiu-mei; 7 gennaio 1884 – 31 dicembre 1940) è stato un compositore e educatore cinese.

## Vita
Xiao nacque nella contea di Zhongshan, nel Guangdong, da una famiglia di musicisti. Fin da piccolo, a Macao, ebbe modo di conoscere in prima persona la musica occidentale.
Nel 1899 si iscrisse alla scuola media Shimyin di Canton (时敏学堂). Nel 1901 studiò all'estero, in Giappone, pedagogia, pianoforte e canto. Nel 1906 si unì al Tongmenghui.
Nel 1910 tornò in Cina, dove ottenne il titolo di "candidato vincitore" (juren 举人) superando l'esame imperiale per gli studenti che avevano studiato all'estero. Non molto tempo dopo, si recò di nuovo all'estero, questa volta in Germania, al Königliches Konservatorium der Musik zu Leipzig (ora Università della musica e del teatro di Lipsia) e all'Università di Lipsia, dove completò il dottorato. La sua tesi di dottorato era intitolata Eine geschichtliche Untersuchung über das chinesische Orchester bis zum 17. Jahrhundert (Ricerca storica sull'orchestra cinese fino al Seicento) (1916); venne tradotta in cinese solo nel 1990. Il suo supervisore fu Hugo Riemann. Nell'ottobre del 1916 entrò nella facoltà di filosofia dell'Università di Berlino dove continuò i suoi studi.
Ritornato in Cina, nel 1920, svolse l'incarico di revisore editoriale per il Ministero dell'Istruzione della Repubblica Cinese. Nel 1921 fu direttore del "Gruppo di Ricerca musicale" dell'Università Nazionale di Pechino. Nel 1922, seguendo un suo suggerimento, quel gruppo fu formalmente rinominato "Istituto di Ricerca musicale dell'Università di Pechino". Egli divenne anche direttore generale di quell' istituto. Nel 1927 Cai Yuanpei lo sostenne nella fondazione del primo istituto cinese specializzato di istruzione superiore per la musica, il National College of Music. Nel settembre del 1929, secondo un suo progetto, esso venne promosso a Istituto Nazionale per la Musica (nel 1949 venne rinominato Conservatorio di Shanghai, nome che ha ancora oggi). Fu presidente dell'istituto fino alla sua morte per malattia, avvenuta nel 1940. Lui stesso progettò il programma di studi per la storia della musica antica cinese e scrisse anche i libri di testo.

## Opere
Xiao Youmei fu anche uno dei primi compositori cinesi a padroneggiare le tecniche compositive occidentali e a incorporarle nelle sue opere. Nel corso della sua vita scrisse più di 100 pezzi. Tra questi rientrano opere per pianoforte, brani orchestrali, brani per violino e per altri archi, nonché opere corali. Tra i suoi studenti più illustri c'è il famoso compositore e didatta cinese Lin Shengyi, che un tempo studiò armonia con lui. Scrisse molti libri di testo, tra cui ricordiamo quelli per organo (1924), pianoforte (1924), violino (1927), armonia (1927) e musica in generale (1928). Scrisse inoltre più di cinquanta pubblicazioni musicali.
Nel settantesimo anniversario della sua morte, una statua in bronzo di Xiao Youmei è stata eretta nella Sala concerti di Pechino dal Conservatorio centrale di musica, dalla China National Symphony Orchestra e dalla China Symphony Development Foundation.